# John Lee Mahin
John Lee Mahin est un producteur et scénariste américain, né le 23 août 1902 à Evanston, dans l'Illinois, et mort d'un emphysème le 18 avril 1984 à Los Angeles, en Californie (États-Unis).

## Filmographie

### comme scénariste
- 1931 : The Unholy Garden
- 1932 : La Bête de la cité (The Beast of the City) de Charles Brabin
- 1932 : The Wet Parade
- 1932 : La Belle de Saïgon Red Dust
- 1933 : Hell Below
- 1933 : Un cœur, deux poings (The Prizefighter and the Lady)
- 1933 : Mademoiselle volcan (Bombshell)
- 1933 : Eskimo
- 1934 : Laughing Boy
- 1934 : L'Île au trésor (Treasure Island)
- 1934 : La Passagère (Chained), de Clarence Brown
- 1935 : La Fugue de Mariette (Naughty Marietta)
- 1936 : Sa femme et sa secrétaire (Wife vs. Secretary)
- 1936 : La Petite Provinciale (Small Town Girl)
- 1936 : Au seuil de la vie (The Devil Is a Sissy)
- 1936 : Loufoque et Cie (Love on the Run)
- 1937 : Capitaines courageux (Captains Courageous)
- 1937 : Le Dernier gangster (The Last Gangster)
- 1938 : Pilote d'essai (Test Pilot)
- 1938 : Un Envoyé très spécial (Too hot to handle)
- 1939 : Le Magicien d'Oz (The Wizard of Oz)
- 1940 : La Fièvre du pétrole (Boom Town)
- 1941 : Docteur Jekyll et M. Hyde (Dr Jekyll and Mr. Hyde)
- 1942 : Johnny, roi des gangsters (Johnny Eager)
- 1942 : La Femme de l'année (Woman of the Year)
- 1942 : Tortilla flat (Tortilla Flat)
- 1943 : La Guerre dans l'ombre (The Adventures of Tartu)
- 1945 : L'Aventure (Adventure)
- 1946 : Jody et le Faon (The Yearling)
- 1949 : Les Marins de l'Orgueilleux (Down to the Sea in Ships)
- 1950 : Ma brute chérie (Love that brute) d'Alexander Hall
- 1951 : Show Boat
- 1951 : Quo Vadis
- 1952 : My Son John
- 1953 : Mogambo
- 1954 : La Piste des éléphants (Elephant Walk)
- 1955 : Une femme extraordinaire (Lucy Gallant)
- 1956 : La Mauvaise Graine (The Bad Seed)
- 1957 : Dieu seul le sait (Heaven Knows, Mr. Allison)
- 1958 : Deux farfelus au régiment (No Time for Sergeants)
- 1959 : Les Cavaliers (The Horse Soldiers)
- 1960 : The Barbarians
- 1960 : Le Grand Sam (North to Alaska)
- 1962 : The Spiral Road
- 1965 : Choc (Moment to Moment)

### comme producteur
- 1959 : Les Cavaliers (The Horse Soldiers)
- 1960 : The Barbarians
- 1960 : Le Grand Sam (North to Alaska)

### comme acteur
- 1933 : Hell Below : Lieut. (JG) 'Speed' Nelson